# Johannes Karl Schuth

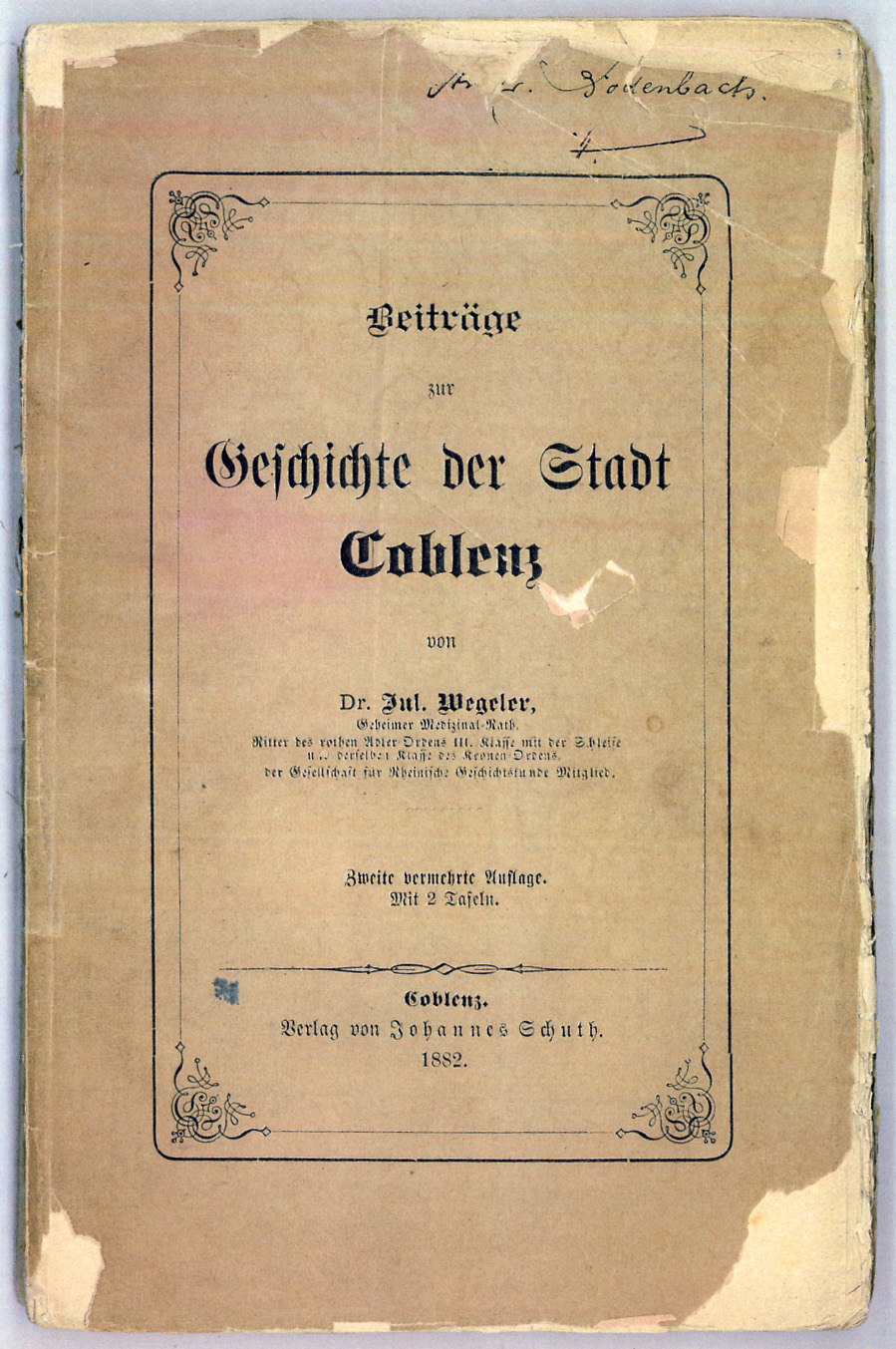
Buch des Verlags Schuth

Werbeanzeige von 1883

Johannes Karl Schuth, auch Johannes Carl Schuth, (* 28. Januar 1852 vermutlich in Koblenz; † 1904 in Koblenz) war ein deutscher Drucker, Buchhändler und Verleger in Koblenz.

## Leben
Schuth war der Sohn des Ehrenbreitsteiner Hauptlehrers Johannes Schuth (1818–1880) und der Therese Schneider (1818–1863), verheiratet mit Apollonia Schuth, geb. Bodenbach (* 30. Mai 1858 in Cochem, † 4. Januar 1944).
Einige Jahrzehnte betrieb Schuth sein zu Anfang der 1880er Jahre in der Koblenzer Rheinstraße gegründetes Unternehmen und betätigte sich auch über lange Jahre als Verlagsbuchhändler. Der Verlag firmierte allerdings unter dem Titel Johannes Schuth, Koblenz (also ohne den Zweitnamen Karl) Aus etwa 30 Jahren sind bisher nur etwa 20 Veröffentlichungen bekannt. Diese betrafen vorwiegend Bücher katholisch-religiösen Inhalts, aber auch solche mit kunsthistorischem Bezug. Zusätzlich gab Schuth auch von 1. Dezember 1894 bis zum 1. April 1908 mit dem Rhein- und Mosel-Boten (Katholischer General-Anzeiger für Stadt und Land) eine Tageszeitung mit deutlich katholischer Ausrichtung heraus. (Druck und Verlag: Johannes Schuth, Koblenz, Marktstraße 7). Allerdings konnte sich das Blatt auf Dauer nicht gegen die Koblenzer Volkszeitung behaupten.
Der Verlag Johannes Schuth bestand noch bis 1916. Erfolgreicher war das zum Verlag gehörige Zweiggeschäft der Josef Kösel’schen Buchhandlung in Kempten. Im Vergleich zu den bekannten Koblenzer Verlegern (wie z. B. Rudolph Friedrich Christian Hergt, Pierre Bernard Francois Hériot, Jakob Hölscher, Franz Friedrich Röhling, Krabben und Karl Baedeker), gehört das Unternehmen Verlag von Johannes Schuth, Coblenz (Koblenz) eher zu den kleineren Verlagen dieser Stadt.

## Familie
Johannes Schuth hatte unter seinen 5 Kindern auch einen namensgleichen [!] Sohn, der katholischer Geistlicher, Gymnasiallehrer, Archivar und Heimatkundler war. Er publizierte ebenfalls unter dem Namen Johannes Schuth auch überregional zahlreiche Schriften, ebenfalls vor allem katholisch-religiösen Inhalts und darf deshalb nicht mit seinem Vater verwechselt werden!

## Verlagsprodukte
- Carl Wilhelm Lucas (Hrsg.): Kirchengesänge: zum Gebrauche bei d. katholischen Gymnasial-Gottesdienste. Schuth: Coblenz 1881, 6. Ausgabe, 63 S.
- Julius Wegeler: Beiträge zur Geschichte der Stadt Coblenz. Johannes Schuth: Coblenz 1881, 150 S., Ill.
- Julius Wegeler: Beiträge zur Geschichte der Stadt Coblenz. Zweite vermehrte Auflage. Mit 2 Tafeln Coblenz. Verlag von Johannes Schuth: 1882, 200 S., Register und Ill.
- Schuth: Lateinschülers Freud und Leid. Coblenz 1882, 15 S.
- Julius Wegeler: Die Prämonstratenser-Abtei Rommersdorf / nach einer Handschrift und Urkunden-Sammlung des Weihbischofs W. A. Günter bearbeitet von Jul. Wegeler. Schuth: Coblenz 1882, 80 S.
- Edmund Scharbach, August Wittberger: Psallitte Domino-Sammlung leichter kirchlicher Gesänge für den vierstimmigen Männerchor, 116 S. Schuth, Coblenz 1884
- P. Mayntzer, Arzt in Zell an der Mosel: Die Lösung der Impffrage einer rationellen physiologischen Therapie: eine Petition an den hohen Reichstag. Schuth: Coblenz 1884
- Johannes Schuth: Lokal-Komitee zu Coblenz (Hrsg.): Verhandlungen der 27. Generalversammlung der Katholiken Deutschlands zu Coblenz vom 24. – 28. August 1890. Coblenz 1890, 496 S.
- Friedrich Nassen: Führer durch das wildromantische Wiedthal: mit 8 Bildern und einer Karte. 68 S. [7] Bl., [1] gef. Karte, Ill. Schuth: Coblenz 1898
- Schuth: Festschrift zur Einweihung der katholischen Kirche in Niederfischbach / die neue katholische Kirche und Einiges über die früheren Pfarrkirchen und kirchlichen Verhältnisse daselbst. Coblenz 1898, 24 S.
- Schuth: Die Kreuzkapelle bei Waldbreitbach an der Wied und einiges über die Entstehung und Ausbreitung der beiden Franziskaner Tertiarier – Genossenschaften von Waldbreitbach. Coblenz 1898
- Johannes Schuth (Hrsg.): Rhein- und Mosel-Bote / Katholischer General-Anzeiger für Stadt und Land. Koblenz ? - 1906
- Edmund Scharbach, August Wittberger: Psallite Domino-Sammlung leichter kirchlicher Gesänge für den vierstimmigen Männerchor. 2. vermehrte Auflage (Erstauflage Coblenz 1884!) Johannes Schuth: Koblenz 1902
- Ferdinand Meurin: Plusquamperfektum: Erinnerungen und Plaudereien. Schuth: Coblenz 1904, 2. Auflage, 177 S.
- Willy Redhardt: Reiseführer: der Rhein und seine Nebenthäler. Schuth: Coblenz 1905, 145 S.